# منتخب نيوزيلندا لكرة اليد
منتخب نيوزيلندا لكرة اليد هو الممثل الرسمي لدولة نيوزيلندا في رياضة كرة اليد. نافس في بطولة أوقيانوسيا لكرة اليد وظهر فيها 7 مرات كانت الأولى في سنة 1994 وكانت أفضل نتيجة له فيها هي المركز الثاني.

## وصلات خارجية
- الموقع الرسمي